# Niels de Ruiter
Niels de Ruiter (Lelystad, 21 januari 1983) is een Nederlands darter, sportbestuurder en commentator in de dartssport.
In het Lakeside-toernooi van 2006 werd hij in de eerste ronde met 2-3 uitgeschakeld door de Engelsman Shaun Greatbatch. Hij bereikte in mei 2005 zijn beste Grandslam-resultaat door de kwartfinale te halen op de International Darts League, waar hij verloor van Simon Whitlock. Op de Lakeside van 2007 nam hij echter revanche op Whitlock door hem in de tweede ronde met 4-3 te verslaan en zo door te stromen naar de kwartfinale. Hierna won hij van Gary Robson met 5-4, waardoor hij in de halve finale terechtkwam. De halve finale bleek zijn eindstation te zijn, hij verloor met 6-4 van Phill Nixon.
In 2008 werd hij in de eerste ronde van het World Professional Darts Championship 2008 uitgeschakeld door Glenn Moody.
Sinds 2012 was de Ruiter directeur van het bondsbureau en toernooidirecteur bij de Nederlandse Darts Bond. In december 2018 maakte De Ruiter bekend dat hij per 1 april 2019 zou stoppen als bondsdirecteur.

## Resultaten op Wereldkampioenschappen

### BDO
- 2006: Laatste 32 (verloren van Shaun Greatbatch met 2-3)
- 2007: Halve finale (verloren van Phil Nixon met 4-6)
- 2008: Laatste 32 (verloren van Glenn Moody met 1-3)

### WDF
- 2005: Laatste 64 (verloren van Martin Adams met 2-4)